# Isselburg

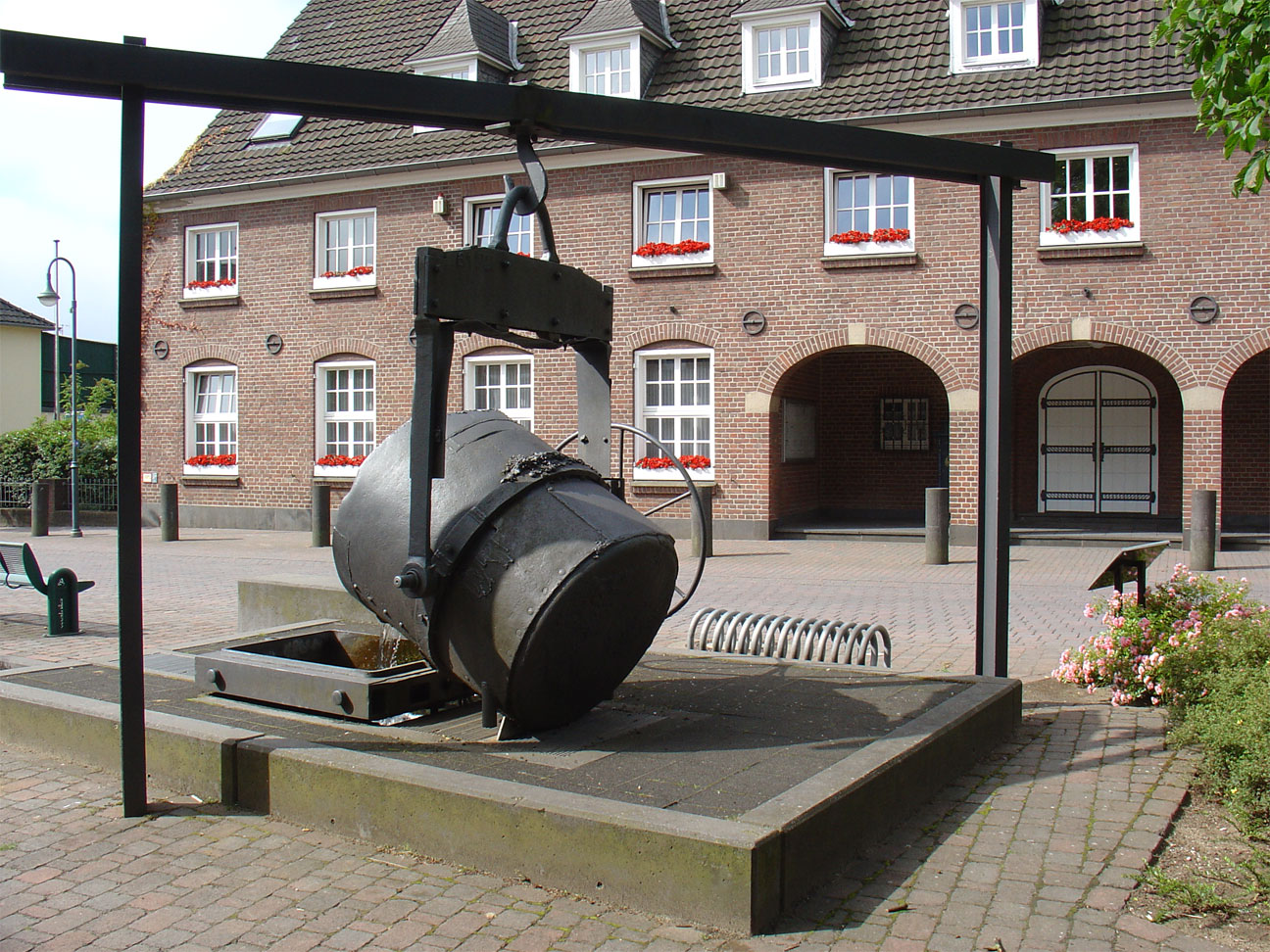
Raadhuis van Isselburg met het monument als herinnering aan de ijzergieterijen van Isselburg

Isselburg is een Duitse stad, gelegen in Kreis Borken, in de deelstaat Noordrijn-Westfalen. De stad telt 10.758 inwoners (31 december 2020) op een oppervlakte van 42,73 km². Ze ligt aan de Issel, die in Nederland de Oude IJssel heet, en dankt haar naam aan deze rivier. Op korte afstand liggen Bocholt en de Nederlandse steden 's-Heerenberg, Terborg en Doetinchem.

## Stadsdelen

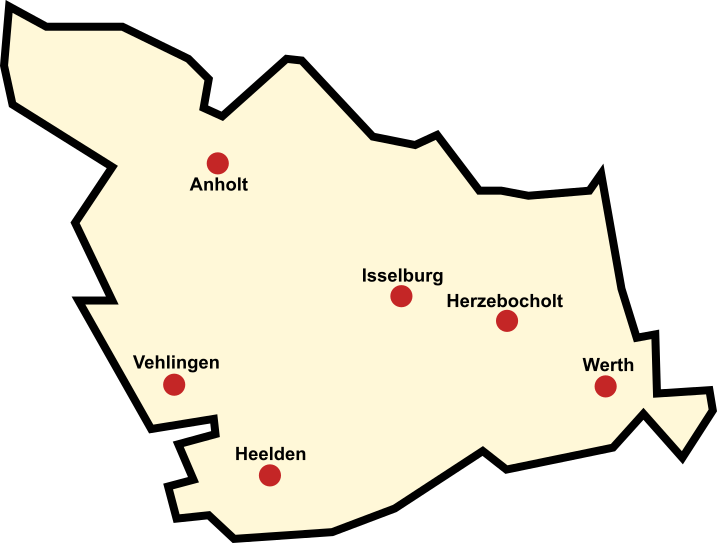
Stadsdelen van Isselburg

De gemeente Isselburg bestaat uit de plaatsen Anholt, Isselburg, Werth en de buurtschappen Heelden, Herzebocholt, Vehlingen en een deel van de Wertherbruch.

## Ligging en infrastructuur

### Aangrenzende gemeenten
| Aangrenzende gemeenten | Aangrenzende gemeenten | Aangrenzende gemeenten | Aangrenzende gemeenten | Aangrenzende gemeenten |
| ---------------------- | ---------------------- | ---------------------- | ---------------------- | ---------------------- |
| Oude IJsselstreek (NL) |                        |                        |                        |                        |
|                        |                        |                        |                        |                        |
|                        | Bocholt                |                        |                        |                        |
|                        |                        |                        |                        |                        |
|                        |                        | Rees                   |                        | Hamminkeln             |

### Infrastructuur
De rivier de Oude IJssel, die door de gemeente stroomt, is niet voor vrachtschepen bevaarbaar.
Tussen Vehlingen en Isselburg-stad bevindt zich afrit 4 (Rees) van de Autobahn A 3 Arnhem - Ruhrgebied. Hier kruist deze Autobahn de Bundesstraße 67. De Nederlandse N 317 loopt van Doetinchem naar de Duitse grens en eindigt 1 km ten oosten van Anholt.
Openbaar vervoerreizigers zijn aangewezen op, niet zeer frequent rijdende, streekbussen naar o.a. Rees en Bocholt, vanwaar men per trein verder kan reizen. Het dichtstbij gelegen station is station Empel-Rees aan de lijn Arnhem-Oberhausen. Het ligt op 5 km van het centrum van Isselburg. Veel Isselburgers gebruiken de fiets om hierheen te reizen.

## Economie
Bedrijventerreinen voor lokaal en regionaal midden- en kleinbedrijf liggen direct ten oosten van de kruising  A3/B67, en aan de Oude IJssel aan de noordrand van Werth en Isselburg-stad. Op het laatstgenoemde industrieterrein staat vanaf 1794 een ijzergieterij. Het past hiermee in de ijzerindustrie die langs de Oude IJssel lag.
Direct ten westen van Anholt staat sinds 1961 een fabriek van Trox GmbH, een wereldwijd opererend concern, dat ventilatie-, airconditioning- en luchtbehandelingssystemen produceert en verhandelt. Een filiaal van dit bedrijf staat te Spijk, direct aan de andere kant van de Nederlandse grens.

## Geschiedenis
Isselburg werd rond 1300 als "Yselberge" vermeld. In de 14e eeuw moet hier al een kasteel gestaan hebben. Dat kasteel werd rond 1410 door de graaf van Kleef uitgebreid en toen "Neyenborg" genoemd. Hertog Adolf I van Kleef verleende op het grondgebied van de huidige gemeente in 1441 stadsrechten. Samen met het hertogdom Kleef behoorde Isselburg in 1609 bij Brandenburg. In de jaren 1624, 1669 en 1697 viel de stad ten prooi aan grote stadsbranden. Resten van de oude stadsmuur en de enige bewaard gebleven waltoren bij de katholieke kerk getuigen van de omvang van het kasteel dat de heren van Kleef als oostelijkste voorpost van hun invloedssfeer stichtten.

### IJzergieterij

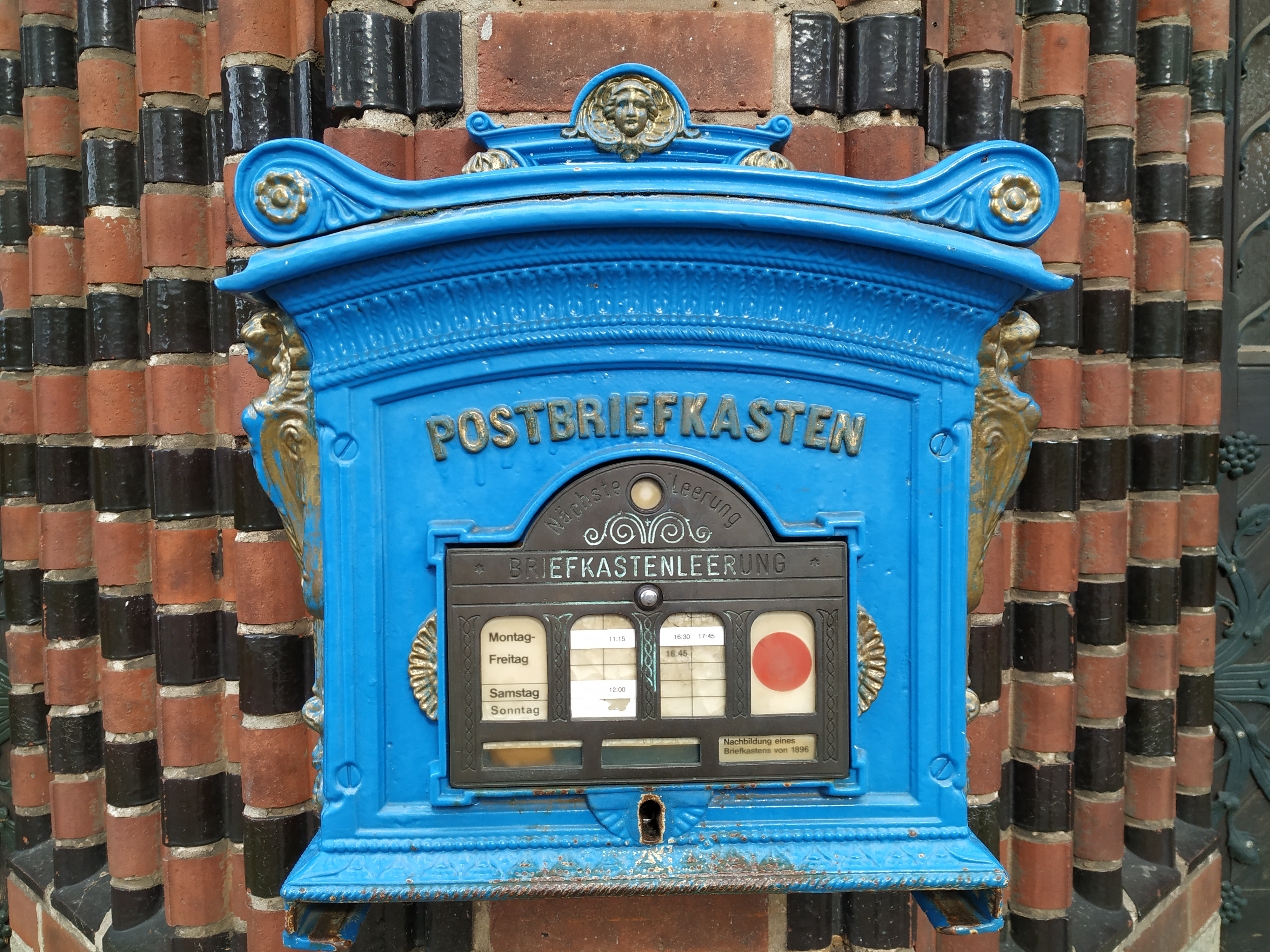
Brievenbus te Frankfurt aan de Oder, gemaakt bij de Isselburger Hütte

Voor de geschiedenis van Isselburg is de ijzergieterij, later fabriek van allerhande ijzeren producten Minerva (vanaf 1874: Isselburger Hütte), van groot belang geweest. Lange tijd was dit de belangrijkste onderneming te Isselburg. Het bedrijf ontstond tegen het eind van de 18e eeuw als één der vele, aan de Oude IJssel gelegen ijzergieterijen, die hun erts wonnen uit in de regio voorkomend ijzeroer. Leden van de ook uit Deventer, Nederland, bekende familie Nering Bögel voerden er vanaf 1804 een eeuw lang de scepter. De onderneming is onder andere bekend door de productie, vanaf 1804, van kartetskogels voor het Pruisische leger, en door de productie van brievenbussen voor het Duitse Keizerrijk (1871-1918). Van 1932 tot 1988 was de onderneming in handen van het Klöckner-concern. De Isselburger Hütte was in de Tweede Wereldoorlog een doelwit van geallieerde bombardementen, omdat zij onderdelen voor tanks maakte. Vanaf 1975 volgde een laatste bloeiperiode door de productie van remtrommels voor vrachtauto's.  Vanaf 1988 was het bedrijf enige tijd in Nederlandse handen. Het aantal personeelsleden bedroeg in dat jaar na een forse ontslagronde nog 316 mensen. De ijzergieterij bestaat tot op heden onder andere naam en met andere eigenaars voort, maar is geen onderneming van groot belang meer.

### Overig
Isselburg is van 1903 tot 1944 door een tramlijn verbonden geweest met Arnhem en Velp. Zie: Tramlijn Arnhem - Isselburg-Anholt.
In de Tweede Wereldoorlog liepen Anholt en Isselburg zware oorlogsschade op. Onder andere de beide kerktorens van de Sint-Pancratiuskerk te Anholt gingen verloren. Met name in maart 1945, toen de geallieerden dit gebied veroverden, was er door bombardementen en door beschietingen met artillerie sprake van groot verlies van mensenlevens; er vielen honderden doden, zowel soldaten als burgers.

## Bezienswaardigheden in de gemeente Isselburg
Bezienswaardig zijn, naast Waterburcht Anholt, de Stadtturm (stadstoren) aan de Issel uit de 15e eeuw in Isselburg en de Ratskeller op de benedenverdieping van het oude stadhuis uit de 16e eeuw in Anholt. Verder staan in het centrum van Werth een middeleeuws stadhuis en de Werthse windmolen. In Anholt bevindt zich de  neogotische Sint-Pancratiuskerk met daarin muur- en plafondschilderingen.
Bij Vehlingen bevindt zich het Biotopwildpark Anholter Schweiz. Dit is een door de graven van Salm-Salm te Vehlingen aangelegd park, met als opzet een imitatie van de natuur en de dorpsarchitectuur van Zwitserland. In het park bevindt zich een kleine dierentuin, waar uitsluitend dieren worden gehouden, die tot de oorspronkelijke inheemse fauna van Duitsland behoren. Onder andere zijn er lynxen, otters en Europese wilde katten te zien. Het in 2003 geopende berenbos bij dit park moest om verschillende redenen in 2019 weer worden gesloten.
Tussen Vehlingen en Isselburg ligt de recreatieplas Wolfssee, waar een uitgestrekt complex van vakantiehuisjes en caravanstandplaatsen omheen ligt.

## Galerij

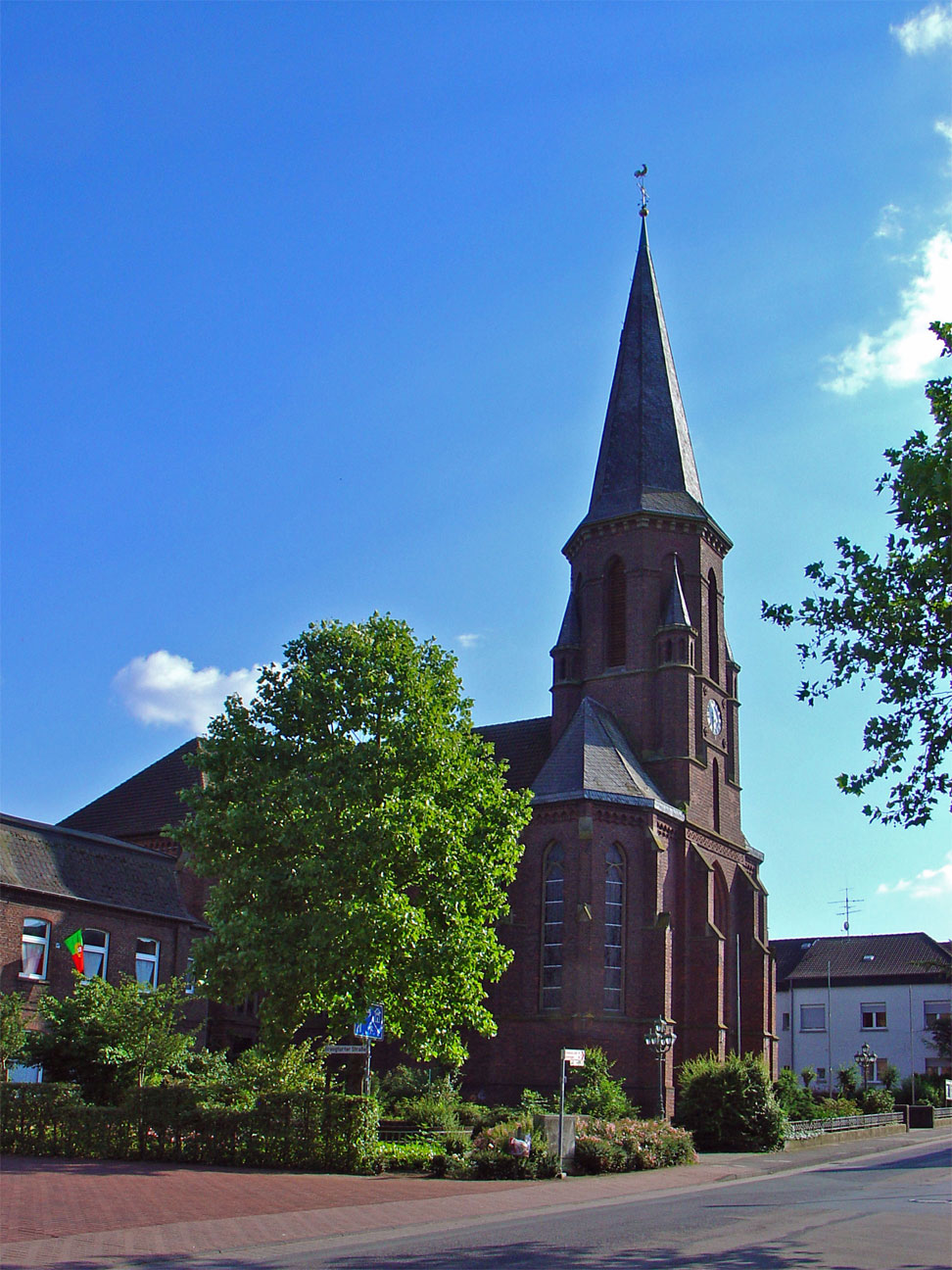
Bartholomeuskerk van Isselburg
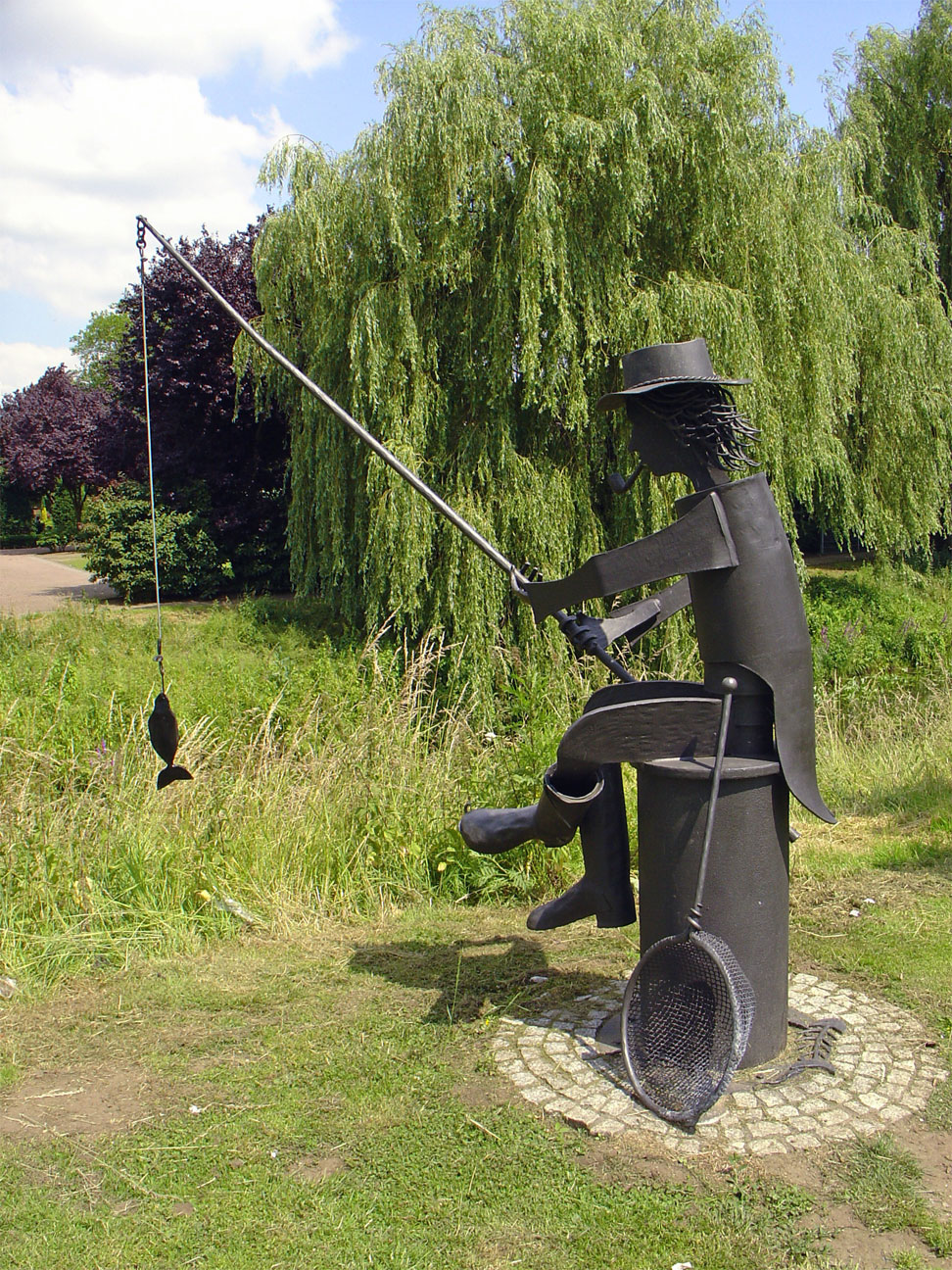
Hengelaar Jan aan de Issel (door Norbert Finke)
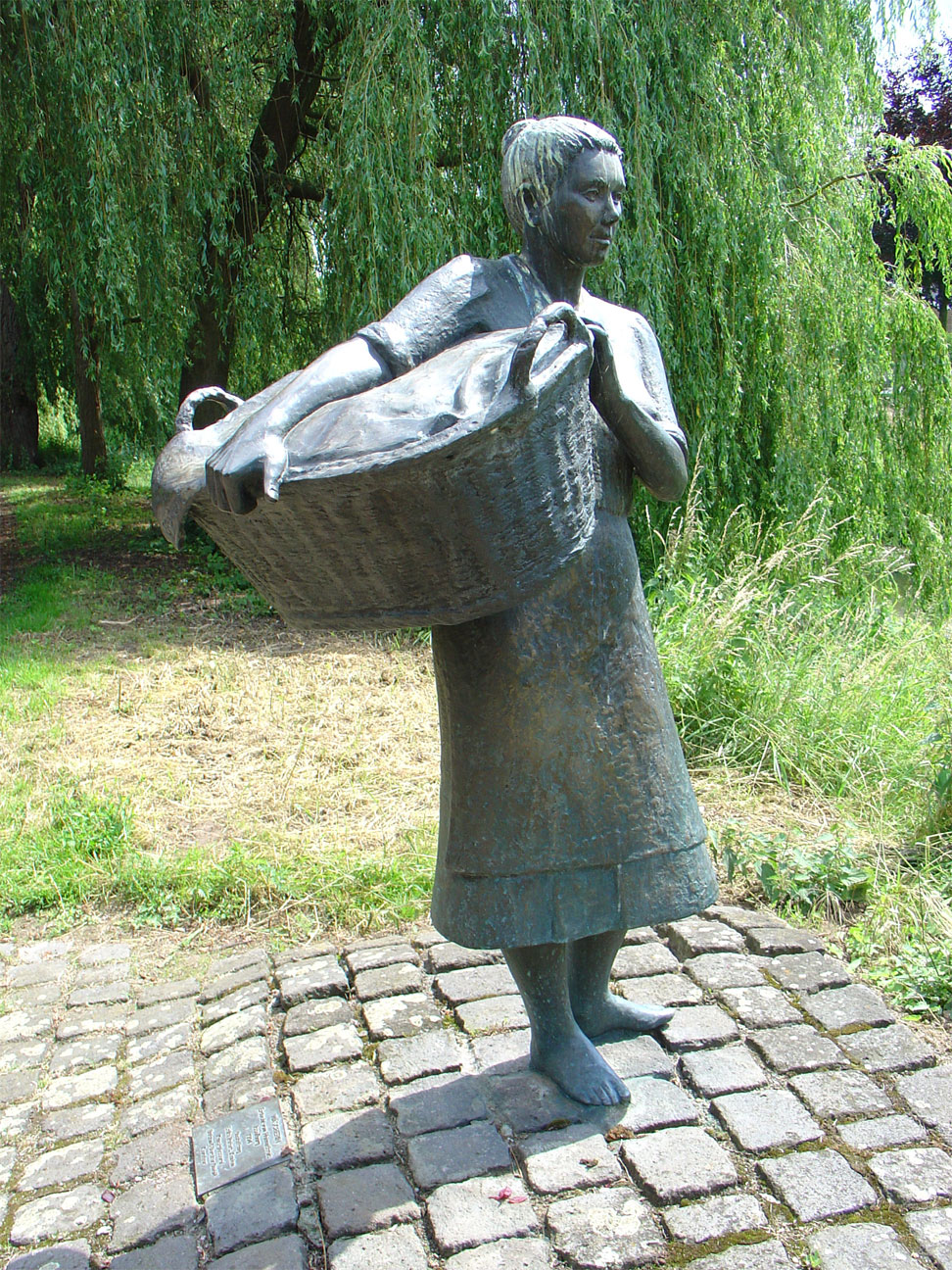
Wäscherin aan de Issel (door Erika Rutert)
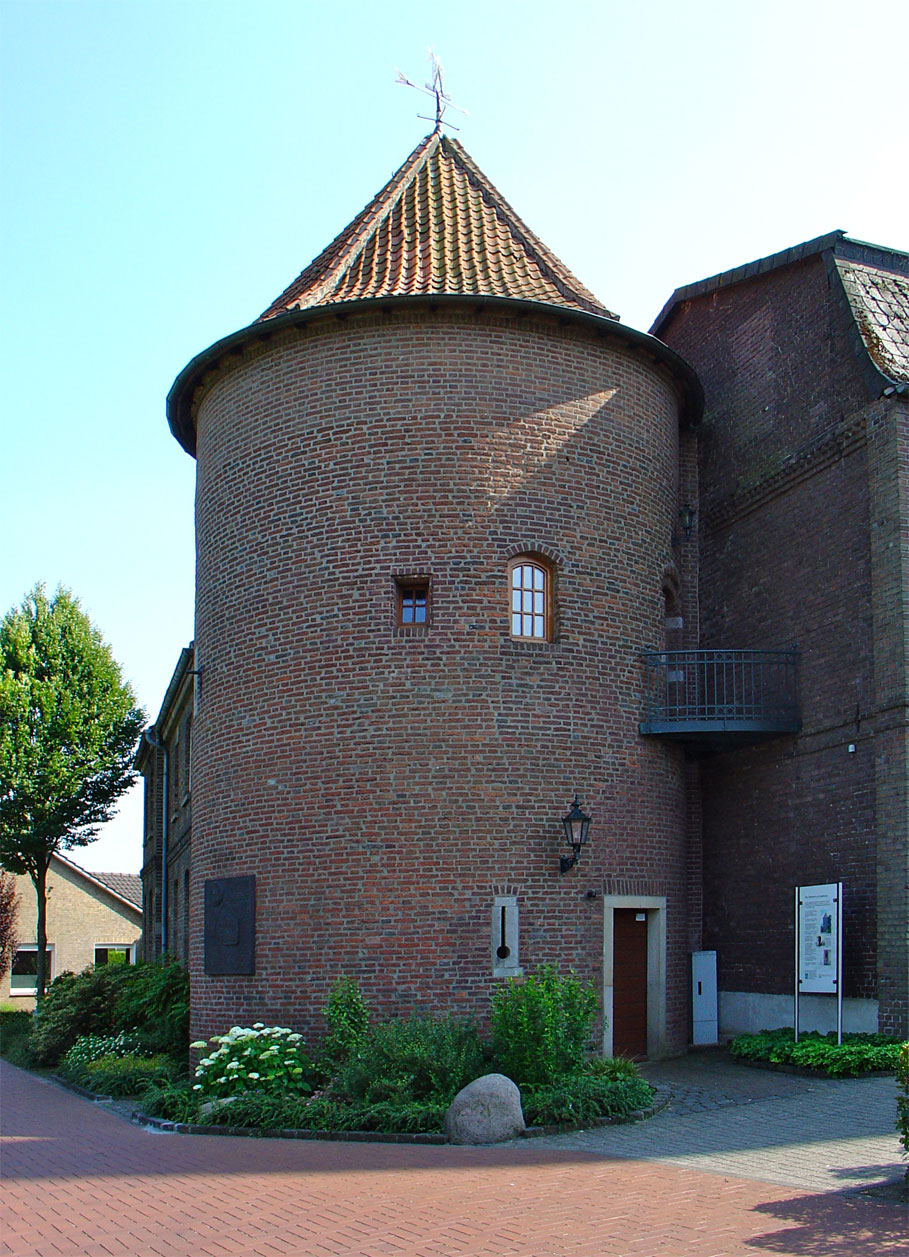
De stadstoren van Isselburg
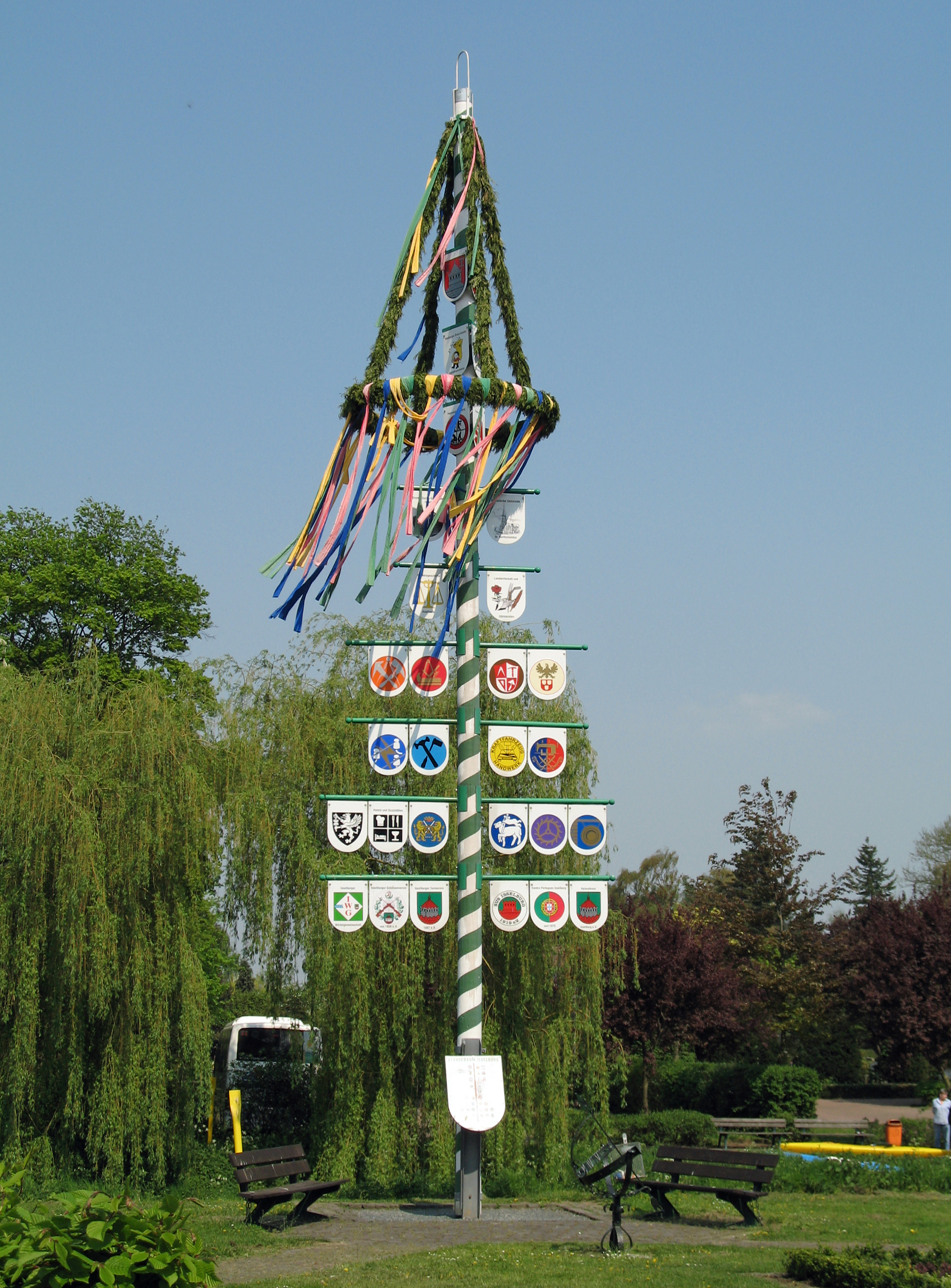
De Ständebaum, in de maand mei versierd met een meikroon
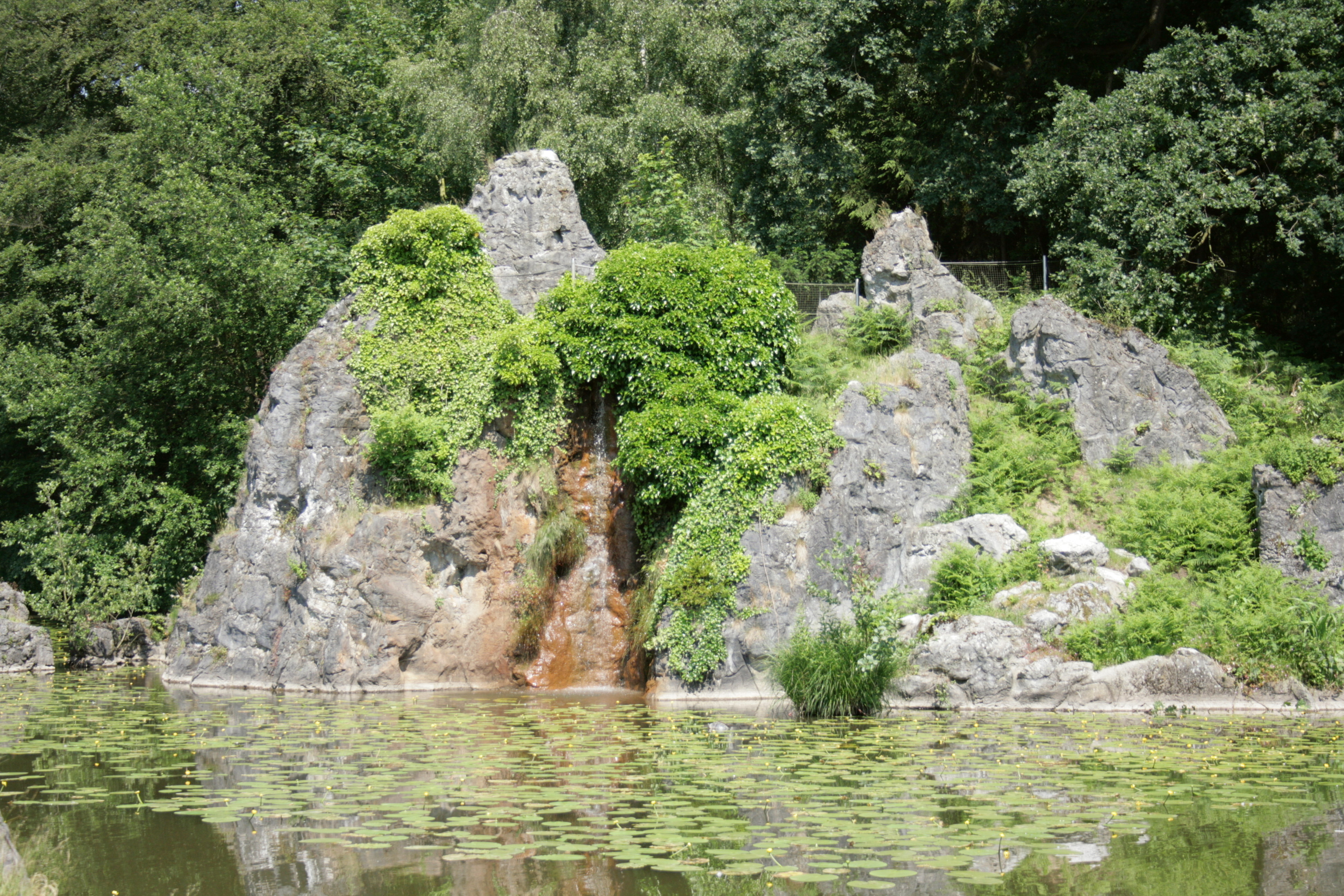
Imitatie-rotspartij met waterval in het park Anholter Schweiz
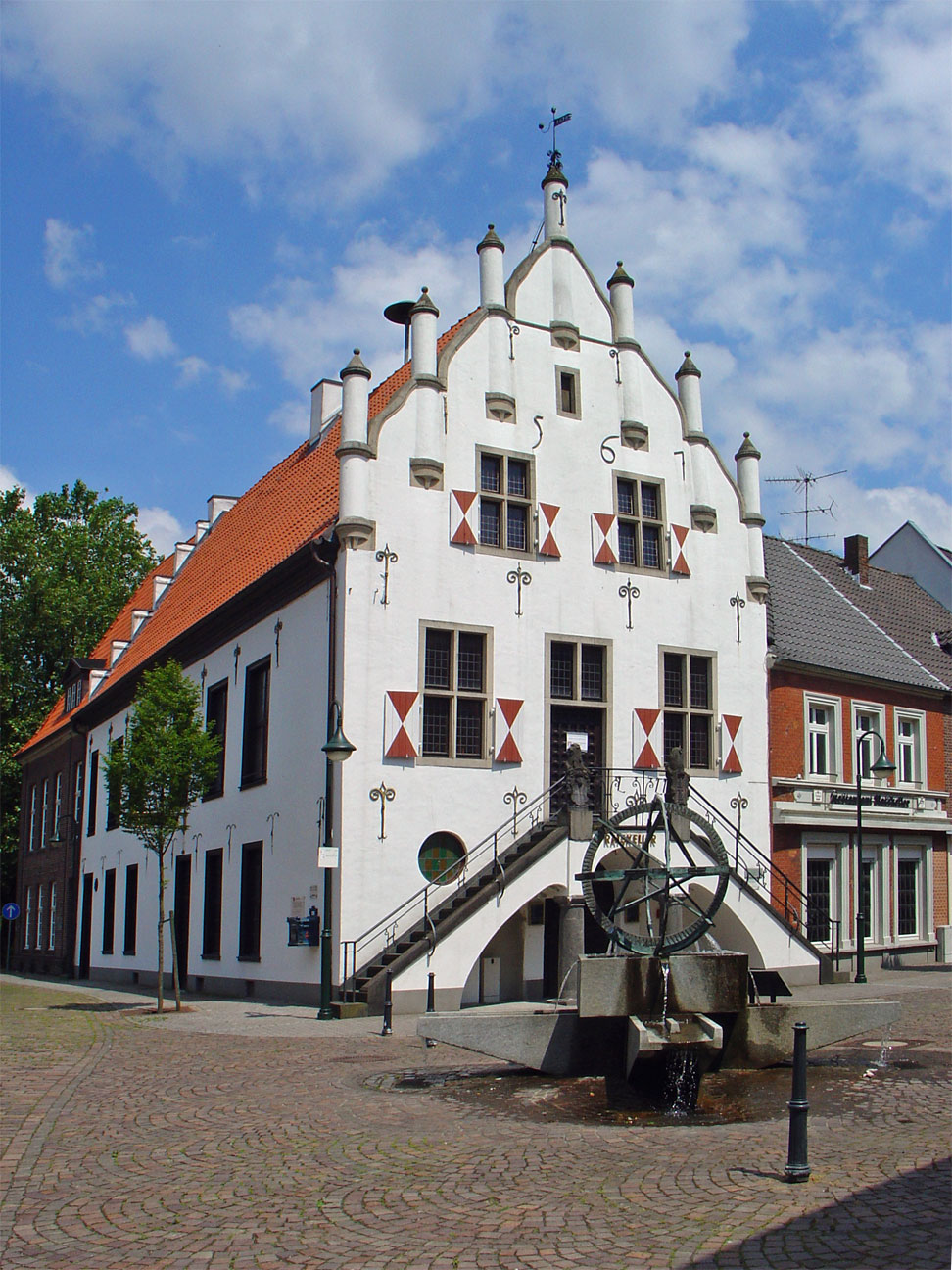
Oude stadhuis te Anholt
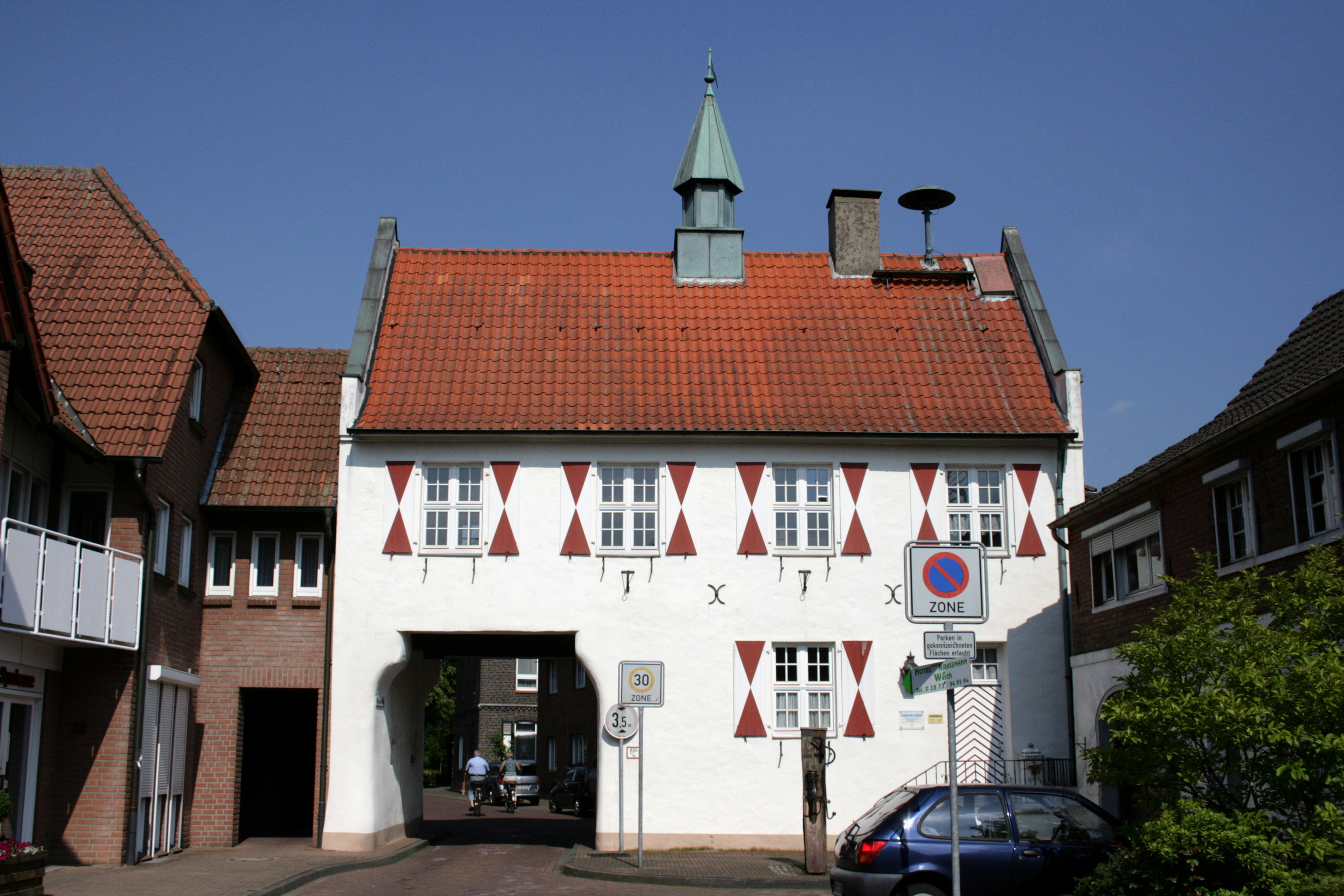
Oude stadhuis te Werth

## Belangrijke personen in relatie tot de gemeente
- Johan Frederik Nering Bögel, heer van de Bromel, Emerink en Ulft (* 13 oktober 1755 in Terborg, Oude IJsselstreek; † 1 juli 1817, plaats van overlijden onbekend), Nederlands edelman, ritmeester in dienst van de Republiek der Nederlanden, later industrieel, nam in 1804 de Minerva- ijzergieterij bij Isselburg over, die later de Isselburger Hütte werd.
- Johann Nering Bögel, zoon van de voorgaande, (* 10 juli 1799 in Zutphen; † 8 september 1865 in Isselburg), Duits-Nederlands industrieel, directeur van de  toen nog Minerva geheten Isselburger Hütte. Evenals zijn vader was hij te Isselburg ook als filantroop bekend. Naar hen beiden is in het stadje een straat genoemd.